# Станнид тетрациркония
Станнид тетрациркония — бинарное интерметаллическое неорганическое соединение
циркония и олова
с формулой Zr4Sn,
кристаллы.

## Получение
- Сплавление стехиометрических количеств чистых веществ:

{\displaystyle {\mathsf {4Zr+Sn\ {\xrightarrow {1327^{o}C}}\ Zr_{4}Sn}}}

## Физические свойства
Станнид тетрациркония образует кристаллы
гексагональной сингонии,
пространственная группа P m3m,
параметры ячейки a = 0,565 нм, Z = 2
.
В работе
 утверждается, что параметры ячейки вдвое больше (a = 1,1252 нм).
По другим данным образует кристаллы
тетрагональной сингонии,
параметры ячейки a = 0,7645 нм, c = 1,2461 нм, Z = 8
.
Соединение образуется по перитектической реакции при температуре 1327°C .